# Pneumatopteris finisterrae
Pneumatopteris finisterrae är en kärrbräkenväxtart som först beskrevs av Guido Georg Wilhelm Brause, och fick sitt nu gällande namn av Holtt. Pneumatopteris finisterrae ingår i släktet Pneumatopteris och familjen Thelypteridaceae. Inga underarter finns listade.